# Битва під Пате
Битва під Пате (фр. Bataille de Patay, англ. Battle of Patay) — бій, що відбувся 18 червня 1429 року, між французькими та англійськими військами. Бій став одним з ключових моментів фінального етапу Столітньої війни.

## Передісторія
8 травня 1429 армія Жанни д'Арк зняла облогу Орлеана, зірвавши тим самим англійські плани з просування на південь Франції. Через перешкоди, що чинили їй придворні Карла VII, Жанна змогла знову вийти в похід лише через місяць. Метою французів цього разу було оволодіння ключовими англійськими укріпленими пунктами на Луарі, що дозволяло розвинути наступ на зайняту англійцями північ країни.
Луарськая операція розвивалася стрімко. 12 червня французька армія штурмом взяла Жаржо, 15 червня був узятий Мен-сюр-Луар, 16 червня — Божансі.
Англійська армія під командуванням кращого англійського полководця — Джона Талбота і сера Джона Фастольфа виступила до Луари, прагнучи зупинити французький наступ.

## Тактична схема
Англійська армія просувалася досить обережно, прагнучи застати французів зненацька, проте випадок допоміг тим розкрити розташування англійців. Розвідники французів почули гучні мисливські крики англійських солдатів коли ті побачили оленя що пробіг повз них.
Французи вирішили атакувати відразу, не давши англійцям як слід підготуватися до битви. Ставка була зроблена на потужну атаку важкої кінноти, незважаючи на те, що така тактика призвела до поразок під Кресі і Азенкуром. Авангард армії очолювали Етьєн де Віньоль на прізвисько Ла Гір і Жан Потон де Сентрайль; в основній частині армії перебували Жанна д'Арк, герцог Алансонський, граф Дюнуа і коннетабль Ришмон.
Англійська армія також використовувала традиційну для себе побудову — попереду загін лучників, за ним авангард під командуванням Талбота, ще далі — загін Фастольфа. Англійці зайняли позиції на старій римській дорозі на Жанвіль, в місці її перетину з дорогою Пате — Орлеан. Через нестачу часу англійці не встигли повністю розгорнути лінію лучників і авангард, що було однією з причин катастрофи.